# Bundeshaus (Bonn)

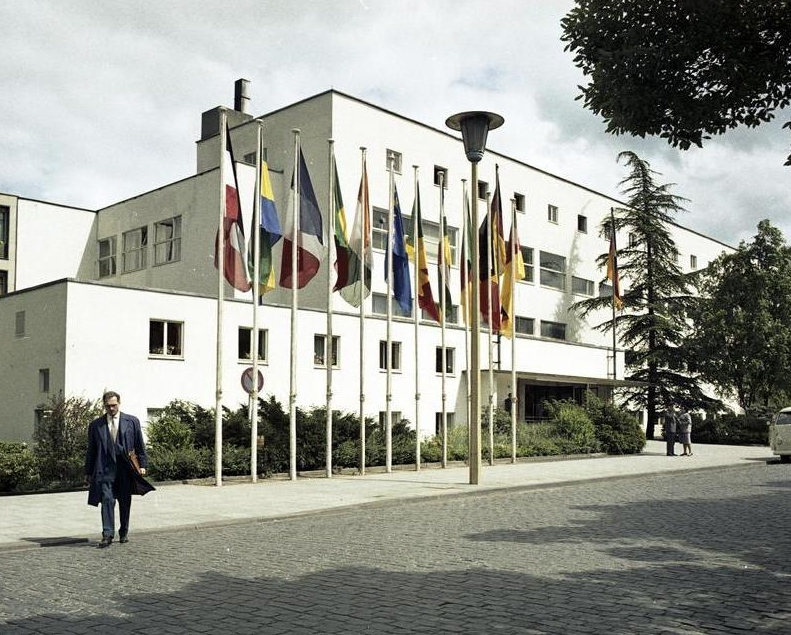
Le Bundeshaus en 1961.

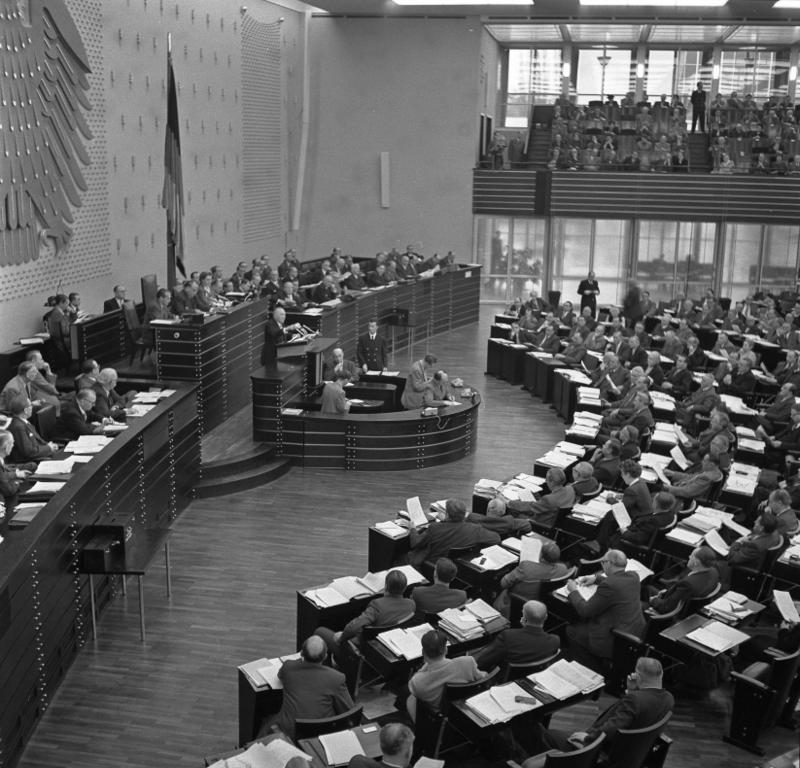
L'hémicycle en 1954.

Le Bundeshaus (en français : « Maison fédérale ») est un complexe de bâtiments institutionnels situés à Bonn en Allemagne, qui abrita le siège du Bundestag et du Bundesrat entre 1949 et 1999, avant leur transfert à Berlin.

## Histoire
Le Bundeshaus est construit entre 1930 et 1933 ; il abrite une académie de pédagogie (Pädagogische Akademie) jusqu'à la fin de la Seconde Guerre mondiale. 
Après le conflit, il accueille toutes les réunions du Conseil parlementaire et de ses commissions, chargés de rédiger la Loi fondamentale de la République fédérale d'Allemagne.
À la suite du choix de Bonn comme capitale provisoire de la République fédérale, fondée en 1949, le bâtiment accueille le Bundestag et le Bundesrat, les deux chambres du Parlement ouest-allemand. Il est de nombreuses fois rénové et plusieurs annexes sont construites. 
En 1999, neuf ans après la Réunification, les deux chambres parlementaires reviennent à Berlin (le Bundestag au palais du Reichstag et le Bundesrat dans l'ancienne Chambre des seigneurs de Prusse). Ce délai de neuf années s'expliquent notamment par le fait qu'aucun bâtiment sur place n'avaient été prévus pour accueillir décemment l'ensemble des structures parlementaires et avaient donc nécessité une rénovation complète.
Après ce déménagement, le Bundeshaus devient alors un centre de conférence, accueillant notamment des sommets internationaux. Sa partie sud abrite le siège du secrétariat de l'ONU sur le climat.
La Maison de l'Histoire de la République fédérale d'Allemagne propose pour sa part des visites de l'ancien siège du Bundesrat.